# GTRE GTX-35VS Kaveri
Cette page contient des caractères d'alphasyllabaires indiens. En cas de problème, consultez Aide:Unicode.
Le GTRE GTX-35VS Kaveri (en sanskrit : कावेरी) est un projet de turboréacteur à double flux et à postcombustion développé par l'Établissement de recherches sur les turbines à gaz (en) (GTRE), laboratoire dirigé par l'agence gouvernementale indienne DRDO (Defence Research and Development Organisation) à Bangalore, en Inde.
De conception totalement indienne, ce moteur devait initialement équiper les exemplaires de série du chasseur Tejas, aussi connu sous le nom de « Light Combat Aircraft » (LCA, avion de combat léger), construit par l'Agence de développement aéronautique (en) (ADA), une autre organisation gouvernementale indienne. Cependant, le programme Kaveri échoua à répondre aux caractéristiques demandées par le cahier des charges de l'avion et à suivre le calendrier prévu, et il fut officiellement séparé du programme du Tejas en septembre 2008, puis abandonné, après seulement neuf prototypes fabriqués.
La SNECMA s'est alliée avec la DRDO et a prévu de réactiver le projet et de certifier le moteur, selon les termes d'un contrat d'achat lié à l'acquisition de 36 Rafales par l'Inde. Le moteur pourrait être utilisé dans une version sans postcombustion et propulserait un avion de combat sans pilote de conception indienne.

## Historique

### Programme
En 1986, la Defence Research and Development Organisation (DRDO), du ministère de la défense indien, fut autorisée à lancer un programme pour développer un groupe propulseur de conception locale pour le programme de chasseur léger Light Combat Aircraft (LCA). Il avait été décidé initialement d'équiper le prototype du LCA avec le turbofan à postcombustion General Electric F404-GE-F2J3, mais si ce programme parallèle était réussi, il était prévu d'équiper les avions de série avec des moteurs fabriqués localement.
La DRDO assigna la responsabilité principale du développement à sa division GTRE (Gas Turbine Research Establishment, Établissement de recherches sur les turbines à gaz), qui possédait de l'expérience dans le développement de moteurs à réaction. Elle avait déjà conçu le turboréacteur à postcombustion GTX37-14U, qui fut mis en route pour la première fois en 1977 et fut le premier turboréacteur à avoir été intégralement conçu en Inde. Un dérivé à double flux, le GTX37-14UB, suivit. Le GTRE retourna ensuite à la technologie à simple flux avec le GTX-35, profondément redessiné mais qui se révéla ne pas être satisfaisant.
Pour le programme LCA, le GTRE se lança à nouveau dans l'aventure du turbofan, qu'elle désigna GTX-35VD « Kaveri », nommé d'après la rivière du même nom. Le développement à grande échelle fut autorisé en avril 1989, dans ce qui était censé être un programme de 93 mois devant coûter l'équivalent de 56,8 millions de dollars américains. D'après les tenants du marché actuel des motorisations, un nouveau moteur coûte typiquement jusqu'à deux milliards de dollars à développer.

### Développement
Les plans initiaux faisaient part de la fabrication de 17 moteurs prototypes pour les essais. Le premier moteur de tests consistait uniquement en son module désigné « cœur » (le flux principal du moterur, où se déroule la combustion), nommé « Kabini », alors que le troisième exemplaire fut le premier à être doté de guides aérodynamiques à incidence variable sur les trois premiers étages de compresseur. Le cœur Kabini fut mis en route pour la première fois en mars 1995. Les séances d'essais du premier Kaveri complet commencèrent en 1996, et la totalité des cinq exemplaires d'essais au sol étaient en essais à partir de 1998. Les essais en vol initiaux étaient prévus pour la fin de 1999, avec un premier vol dans un prototype du LCA devant se produire l'année suivante. Toutefois, l'avancée du développement du programme Kaveri fut ralentie par des difficultés à la fois techniques et politiques.
En 2002, très peu d'information était disponible, concernant les défis techniques du Kaveri, mais on savait que le moteur avait tendance à « éjecter » des pales de turbine, ce qui mena à utiliser des disques et des pales conçues par SNECMA (ainsi que des systèmes de contrôle numériques). Les maigres avancements dont était victime le Kaveri menèrent, en 2003, à la décision d'utiliser un moteur F404-GE-IN20 à la puissance revue pour les huit appareils de préproduction et les deux prototypes navals du LCA. En février 2004, l'agence pour le développement aéronautique ADA attribua à General Electric un contrat de 105 millions de dollars américains, pour le développement et la production de 17 exemplaires du F404-IN20, leur livraison devant commencer en 2006.
Mi-2004, le Kaveri échoua à ses essais à haute altitude en Russie, mettant alors fin aux derniers espoirs de le voir présent dans les premiers Tejas de série . Ce développement infructueux mena le Ministère de la Défense indien à commander quarante moteurs IN20 supplémentaires en 2005 pour les vingt premiers appareils de série, et à appeler ouvertement à une participation internationale pour compléter le développement du Kaveri. En février 2006, l'agence ADA attribua un contrat à la société française SNECMA pour l'assistance technique permettant de régler les problèmes du Kaveri. En décembre 2004 il fut révélé que le GTRE avait dépensé l'équivalent de plus de 193,2 millions de dollars dans le développement du moteur. De plus, le Comité sur la sécurité jugea que le Kaveri ne serait pas installé sur le LCA avant 2012, et révisa ses estimations pour un coût total de développement du projet équivalent à 422 millions de dollars.
En avril 2005, M. Natarajan, conseiller scientifique auprès du Ministère de la Défense, annonça au journal The Hindu qu'il y avait « une bonne progression » dans le développement du Kaveri. Il annonça ensuite qu'il prévoyait d'installer un prototype du Kaveri dans l'un des prototypes du Tejas en 2007 afin de mieux comprendre les difficultés et les défis d'un tel groupe propulseur. En février 2006, les experts américains affirmèrent, dans le Public Times of India (PTI) que le « Kaveri [était] un moteur de classe mondiale ». D'après les dires de William J. Begert, directeur de Pratt and Whitney, ils se disaient prêts à devenir partenaires avec la DRDO pour faire fonctionner le Kaveri. Mais Natrajan, le secrétaire de la DRDO annonça dans le Public Times of India que « le Kaveri reste[rait] un projet indien ». Le 5 février 2007, M. Natarajan, conseiller scientifique au Ministère de la Défense, affirma que 90 à 93 % des performances souhaitées avaient été atteintes, et que le gouvernement avait récemment exprimé un intérêt dans la recherche de partenaires pour faire encore avancer le programme. Au 11 février 2008, le Kaveri avait subi 1 700 heures de tests et avait été envoyé deux fois en Russie pour subir des tests à haute altitude. Le moteur était aussi testé pour équiper des avions de combat sans pilote,.
En juillet 2007, le GTRE divisa le programme Kaveri en deux programmes séparés : les programmes K9+ et K10. Le programme K9+ était destiné à gagner de l'expérience en conception et en intégration d'un moteur à son avion, ainsi qu'une série d'essais en vol, avant la production d'une version de série au standard K10. Le programme K10 consistait en un partenariat avec un constructeur étranger. Il serait le standard de production final du Kaveri et devrait être plus léger et offrir plus de poussée avec la postcombustion, en plus d'autres améliorations visant à satisfaire aux caractéristiques de performances souhaitées initialement. En septembre 2008, il fut annoncé que le Kaveri ne serait pas prêt à temps pour le Tejas, et qu'un moteur déjà en cours de production devrait être choisi pour l'équiper. Le développement du Kaveri par le GTRE continuerait pour d'autres applications futures. Finalement, en novembre 2008, il fut annoncé que le Kaveri serait installé dans le LCA vers décembre 2009, apparemment à des fins de tests uniquement.
En février 2009, il fut publié dans Flight Global que le GTRE avait dépensé l'équivalent de 297,2 millions de dollars dans le développement du Kaveri depuis 1989, mais que le moteur était toujours trop lourd et qu'il ne produisait pas les 93 à 100 kN de poussée que demandait son client. Dans ce même journal, Natarajan affirma cependant que le programme ne serait pas abandonné, et qu'un groupe d'experts et d'ingénieurs de la force aérienne indienne travaillaient avec le GTRE et l'ADA pour résoudre les problèmes du moteur. Il affirma également que la force aérienne serait fortement impliquée dans le programme lors de l'intégration du moteur amélioré à l'avion. Il ajouta ensuite que des discussions avec SNECMA avaient lieu depuis déjà deux ans, et que le développement et les tests en vol du nouveau moteur prendraient au moins cinq à six ans. En décembre 2009 l'entreprise conjointe Kaveri-Snecma était en train de tenter d'entrer dans le programme LCA par la petite porte. Le People's Post rapporta que le GTRE avait accepté de détacher le Kaveri du programme LCA, mais avait proposé que lorsque les quarante premiers moteurs GE F404 équipant les deux escadrons initiaux du LCA pour l'armée de l'air indienne seraient retirés du service, ils soient remplacés par des moteurs Kaveri-Snecma, dans le futur.
Le 3 mai 2010, environ 1 880 heures de tests avaient été effectués sur différents prototypes du Kaveri. Un total de huit moteurs et quatre cœurs avaient été fabriqués, assemblés et testés. Les tests à haute altitude sur les cœurs des moteurs avaient été effectués avec succès. En juin 2010, le Kaveri est de nouveau envisagé comme une option par la DRDO. Basé sur le nouveau cœur de SNECMA, un dérivé amélioré du M88-2 qui propulse le chasseur français Rafale, il produirait de 83 à 85 kN de poussée. En juillet 2010, d'après Vinayak Shetty, l'avion Tejas serait intégré avec le Kaveri et l'ensemble volerait début 2011 ou plus tard dans l'année[réf. nécessaire]. Un communiqué de presse datant d'août 2010 déclarait que le GTRE, avec l'aide du CIAM (l'Institut central des moteurs aéronautiques) en Russie, essayait d'atteindre l'objectif de régler de manière précise la performance du Kaveri. En août 2010, une étape majeure avait été franchie, avec les tests d'altitude réussis du Kaveri, simulant les performances du moteur à différentes altitudes et parvenant à atteindre une vitesse Mach 1,0. L'un des prototypes du Kaveri (K9) fut testé en vol avec succès à l'institut de recherches en vol Gromov, à Moscou, le 4 novembre 2010. Le test fut conduit sur un banc d'essais volant, avec le moteur tournant du début à la fin du vol, volant pendant une heure à une altitude de 6 000 m. D'après la DRDO, le moteur aida l'Il-76 de tests à passer la vitesse de Mach 0,6 dès son premier vol, et le contrôle, la performance et l'état du moteur pendant le vol se montrèrent excellents. Avec cet essai, le Kaveri avait franchi une étape importante de son programme de développement, et pouvait être déclaré apte au vol.
Jusqu'au mois d'avril 2011, la première phase des essais en vol du Kaveri s'étaient déroulés avec succès, et d'autres tests devaient continuer à partir de mai 2011. Les essais en vol alors réalisés avec succès avaient permis d'atteindre une altitude de 12 000 m et une vitesse horizontale maximale de Mach 0,7. Dans le rapport annuel 2010-2011, le contrôleur et auditeur général d'Inde (en) nota que l'équivalent de 281,2 millions de dollars avaient été investis dans le développement du moteur, avec seulement deux des six étapes prescrites ayant été réellement atteintes. Parmi ses défaillances, le contrôleur général affirma que le poids du moteur était toujours plus élevé que celui demandé, avec une masse de 1 235 kg au lieu des 1 100 kg prévus, et qu'il n'y avait plus aucune avancée dans le développement du compresseur, de la turbine et des systèmes de contrôle du fonctionnement.
Le 21 décembre 2011, le Ministre de la Défense AK Antiny, à Rajya Sabha, annonça que « neuf prototypes de moteurs Kaveri et quatre prototypes de cœurs Kabini [avaient] été développés ». Jusque là 2 050 heures d'essais en vol des moteurs avaient été effectués. 27 vols, pour une durée de 55 heures avaient été effectués sur le banc d'essais volants Il-76, et une altitude de 12 000 m ainsi qu'une vitesse de Mach 0,7 avaient été atteintes et enregistrées.

### Problèmes
Le programme Kaveri a beaucoup attiré les critiques en raison de son objectif ambitieux, de son temps de développement trop optimiste, de ses dépassements de coûts, et du manque de clarté et de raison de la DRDO dans la reconnaissance des nombreux problèmes qui ont affecté le développement du moteur. La plupart des critiques concernant le programme LCA ont été tournées vers les programmes du Kaveri et du radar multimodes de l'avion. Il y a eu encore plus de critiques concernant le degré de réalisme des calendriers publiés par la DRDO concernant les divers programmes liés au LCA, en particulier celui concernant le Kaveri. En comparaison, le constructeur français SNECMA, bénéficiant pourtant d'un demi-siècle de succès dans la conception de moteurs, eut besoin de treize années après les premières mises en route pour lancer la fabrication à faible cadence du M88 équipant le Rafale. Suivant ce schéma, une entreprise moins expérimentée comme GTRE aurait dû commencer la fabrication des premiers Kaveri pas avant 2009.
Les autres critiques pointaient sur la réticence de la DRDO à admettre l'existence de problèmes dans le développement du moteur, et sa réticence à faire appel à des constructeurs motoristes étrangers avant que les problèmes ne deviennent trop importants à résoudre. En août 2010, en tenant compte des raisons des nombreux retards, un communiqué de presse rapporta :
1. Un développement de systèmes à la pointe du progrès en partant de zéro ;
2. Des complexités techniques et technologiques ;
3. Le manque de disponibilité d'équipements et de matériels critiques, et le refus d'assistance techniques de la part des pays plus avancés dans le domaine ;
4. Le manque de disponibilité d'établissements de tests dans le pays, nécessitant alors de déplacer certaines phases importantes du développement sur des territoires étrangers (Russie) ;
5. L'indisponibilité de main d'œuvre spécialisée et qualifiée expérimentée.

### Statut actuel du programme
La DRDO espérait pouvoir disposer du Kaveri prêt à l'emploi dans le Tejas pour la deuxième moitié de la décennie 2010 et continuait les recherches en espérant les terminer vers 2011-2012.
Les officiels déclaraient au journal The Hindu, à propos du Kaveri : « Récemment, le moteur [avait] été capable de produire une poussée de 82 kN, mais ce que l'armée indienne et les autres participants au programme [désiraient] était une poussée comprise entre 90 et 95 kN ». Concernant le LCA, ils affirmèrent que le moteur serait installé sur les quarante premiers avions lorsqu'ils subiraient leur mise à jour à la fin de la décennie. L'article ajoutait qu'en 2011, 50 à 60 vols d'essais allaient être menés afin de conforter les résultats de fiabilité, sécurité et usabilité du moteur en vol. D'après le journal Flight Global de décembre 2012, et selon une source proche du programme, le GTRE avait pour objectif, dans les neuf mois suivants, d'installer le Kaveri dans un exemplaire d'essais du chasseur Tejas pour son intégration. Si cette intégration se passait bien, le GTRE avait pour espoir de voir voler un Tejas équipé Kaveri pour la fin 2013.
Dans le journal Lok Sabha, le 10 décembre 2012, le Ministre de la Défense A.K. Antony donna une actualisation des progrès effectués dans le programme Kaveri :
1. 9 prototypes du moteur Kaveri et 4 prototypes de son cœur Kabani avaient été développés ;
2. 2 200 heures d'essais, au sol et en altitude, avaient été effectuées ;
3. Les deux étapes suivantes avaient été franchies :
  1. Réussite des essais officiels en altitude (Official Altitude Testing, OAT) ;
  2. Réussite d'une première série d'essais en vol dans le banc d'essais volants Il-76. Le Kaveri avait été intégré à un avion d'essais Il-76 au centre de recherches Gromov, en Russie, et des essais en vol avaient été menés avec succès jusqu'à une altitude de 12 000 m et une vitesse de Mach0, 7. 27 vold avaient été effectués, pour une durée de 57 heures de fonctionnement

La DRDO démontra ses capacités technologiques dans la conception de moteurs aéronautiques. Lorsque le premier chasseur développé localement a été soumis aux essais en vol, cela a été une grande étape franchie pour la communauté aérospatiale du pays. Les connaissances acquises par les scientifiques de la DRDO au cours de ce projet seront également utilisées pour des projets futurs, et le Kaveri pourrait être utilisé pour un futur projet indien d'avion d'assaut sans pilote,.
En janvier 2013, le directeur du GTRE déclara qu'il abandonnait le plan de co-développement avec SNECMA, mais qu'il avait toujours besoin d'un partenaire étranger, qui serait sélectionné grâce à une compétition. En novembre 2014, la DRDO décida d'abandonner le programme du Kaveri, en raison de ses problèmes.

### Aide étrangère
D'après un rapport publié par les médias, le 4 juillet 2016 la France offrit d'investir un milliard d'euros pour réactiver le projet de moteur indien, proposant un plan développement conjoint qui pourrait permettre aux Kaveris abandonnés de revenir dans leurs avions initiaux, les Tejas, vers 2020. Le 20 novembre 2016, C.P. Ramanarayanan, directeur général du secteur aéronautique de la DRDO, confirma que l'agence indienne et le motoriste français SNECMA s'étaient alliés pour remettre en route le programme Kaveri, en marge du contrat portant sur la livraison de 36 Rafales à l'armée de l'air indienne. Le moteur devrait être intégré au Tejas et testé sur cet avion vers 2018.

## Caractéristiques
Le Kaveri est un turbofan à faible taux de dilution, doté d'une architecture à double corps et d'une postcombustion. Le corps basse-pression (BP) est doté de trois étages de soufflante dotés de pales transsoniques, tandis-que le corps haute-pression (HP) est doté de six étages axiaux avec guides aérodynamiques d'entrée à incidence variable. Les deux compresseurs sont reliés chacun à une turbine à un étage. Entre les compresseurs et les turbines se trouve une chambre de combustion de type annulaire. Le modèle de développement est doté d'une tuyère de type convergente-divergente variable, mais le GTRE espère équiper les avions Tejas de production avec une tuyère vectorielle multi-axiale pour améliorer l'agilité du petit chasseur. Le cœur du turboréacteur est désigné « Kabini ».
L'agencement général du KAveri est très similaire à celui des autres moteurs contemporains, tels que les Eurojet EJ200, General Electric F414 et Snecma M88. À l'heure actuelle, la température maximale en entrée de turbine est conçue pour être un peu plus basse que celle de ses concurrents, mais cette mesure a été prise pour que le moteur affiche une puissance qui soit constante, même dans les climats très chauds. De fait, le taux de dilution qui peut être supporté, même avec un faible taux de compression de la soufflante, n'est que de 0,16 pour 1, ce qui signifie que le Kaveri est plus un « turboréacteur simple flux avec des fuites », qu'un vrai turbofan. Sur ce point il rejoint le F404, qui équipe les Tejas de développement.
Le Kaveri a été spécifiquement conçu pour les conditions environnementales exigeantes de l'Inde, qui vont du climat désertique chaud aux plus hautes montagnes du monde. Sa conception est à cycle variable et possède 13 % de poussée en plus que les F404-GE-F2J3 qui équipent les prototypes du Tejas
. Le GTRE envisage d'atteindre un taux de compression de 4 pour 1 pour la soufflante, et un taux de compression total pour le moteur de 27 pour 1, ce qui permettrait au Tejas de bénéficier de la supercroisière (vitesse de croisière supersonique sans faire usage de la postcombustion). Des plans existent aussi pour créer des dérivés du Kaveri, parmi lesquels une version dépourvue de postcombustion pour un avion d'entraînement avancé, et une version à fort taux de dilution basée sur le cœur Kabini. Un autre concept envisagé est une version agrandie du Tejas, doté de deux moteurs à poussée vectorielle, qui pourrait rendre la dérive verticale de l'avion superflue
Un système de contrôle numérique de type FADEC, désigné « Kaveri Digital Engine Control Unit » (KADECU) a été développé par l'Établissement de recherches de l'avionique pour la défense (en) (DARE), à Bangalore. Le Combat Vehicles Research and Development Establishment (en) (CVRDE) d'Avadi a été désigné responsable de la conception et du développement de la boîte à engrenages installée sur l'avion et de l'arbre de prise de puissance de démarrage qui y est associé.
Le moteur à une masse de 1 236 kg, avec un objectif fixé à 953-1 111 kg. La poussée produite est de 81 kN avec la postcombustion, pour une valeur cible de plus de 95 kN. La température en entrée de turbine est située entre 1 214 et 1 427 °C, pour un objectif visé de 1 847 °C. Le taux de compression global du moteur est de 21,5 pour 1, alors que la valeur désirée est de 27 pour 1. Le taux de dilution n'est que de 0,16 pour 1, mais une valeur de 0,5 pour 1 est visée.

## Applications
- GTX-35VS Kaveri[31] :
  - HAL Tejas : prévu pour les exemplaires de série ;
  - HAL Advanced Medium Combat Aircraft.
- Dérivés :
  - Kaveri Marine Gas Turbine (KMGT), un dérivé récemment développé pour les navires[32] ;
  - Ghatak, un dérivé du Kaveri en cours de développement pour propulser le futur drone de combat indien AURA (en)[33].